# Зорино (Обоянский район)
Зорино — село в Обоянском районе Курской области России. Административный центр сельского поселения Зоринский сельсовет.
Земли села были пожалованы служивым людям (детям боярским) «по государеву цареву и великого князя Алексея Михайловича всея великия и малыя и белыя России самодержца указу» за выслугу лет.  Первоначально на этих землях поселились 40 человек со своими семьями, фамилии первопоселенцев следующие:  Струков, Булгаков, Дорохов, Хлудеев, Зорин, Крамской, Кудинов, Сергеев, Дурнев, Аносов, Полянский, Гридин, Силин, Захаров, Еглевский, Малютин, Зиборов, Шамордин, Аксенов, Петров, Мелихов, Звягинцев, Буняев, Сысоев, Зайцев, Соловьев, Калугин, Кобызев.   
Первоначально село было названо Никольским по церкви, построенной первопоселенцами, но далее оно названо селом Зориным ("зорить" - "зорко глядеть, стеречь"), так как на этом месте ранее был сигнальный пост для наблюдения за появлением крымских татар и нагайцев.

## История.
Изучая свою родословную, выходец из села Зорино Зиборов В.К. в  Государственном архиве Курской области отыскал  документ, оказавшийся ключевым для выяснения служебного положения первопоселенцев данного села.
Речь идет о судебном деле конца XVIII — начала XIX в., оно велось из-за спорных земель по обе стороны реки Псёл между однодворцами села Зорина и секунд-майором Евстафием Суровцевым. Однодворцы, отстаивая свои права на эти земли, неоднократно цитировали, предъявляли подлинники и приводили полные копии выписей XVII в., в которых наделялись землей первопоселенцы этого села, называвшиеся помещиками и детьми боярскими.    На всех этапах это дело выигрывали однодворцы села Зорина, тем самым подлинность выписей XVII в. подтверждалась всеми инстанциями вплоть до Сената. Эти выписи, а их три, даны были в 7164 (1656) г., первая помечена 25 февраля, вторая — 29 февраля, третья — 13 марта этого года. В первой выписи это село названо Никольским по церкви, построенной первопоселенцами, в двух других оно названо селом Зориным.
Из судебного дела однодворцев села Зорина (Обоянский уезд Курской губернии) с секунд-майором Евстафием Суровцовым о земле по обе стороны реки Псёл (1790 — 1810). Судебное разбирательство дошло до Сената, на всех этапах дело выигрывали однодворцы. В деле приводится копия 1795 г. (на [480] гербовой бумаге с угловым штемпелем — 1795 г.) документа XVII в., определявшего права однодворцев на спорные земли.
/л. 68 об./ 7164-го года февраля 25-го дня по государеву цареву и великаго князя Алексея Михаиловича всея великия и малыя и белыя России самодержца указу воевода Бахтеяръ Федоровичь Мякининъ /л. 69/ даль выпись с книгъ письма своего и меры обоянского уезду Николскому попу Тимофею Струкову с товарищи тритцати человекамъ на их церковную и поместную землю. Что прошлого 163 года во обоянскихъ книгахъ писма и меры воеводы Бахтеяра Федоровича Мякинина новрудавском  стану и церкви святителя Христова Николая за помещикамъ Тимофею Струкову с товарищи написано село Никольское усадища на реке на Псле, а на усадищахъ церковь во имя святителя Христова Николы, да двор попа Тимофея, да помещиковы Тимофея Струкова с товарищи. Да к темь усадищамъ дано имъ пашни пахотные изъ дикого поля, да дубравы пашенные к церкви во имя святителя Христова Николы дватцать семь в поли и в дву потомужъ. Помещикамъ Тимофею Семенову сыну Струкову, Дмитрею Яковлеву сыну Булгакову, Василью Ильину сыну Дорохову, Ивану Митрофанову сыну Хлудееву, Макару Трофимову сыну Зорину, Константину Федорову сыну Крамьскому, Савину Тимофееву сыну Зорину, Потапу Никифорову сыну Кудинову, Леону Григорьеву сыну Сергееву, Семену Тарасьеву сыну Дурневу, Дементею Тимофееву сыну Зорину, Семену Василеву сыну Зорину дано по дватцати пяти четвертей в поли и в дву потомуж въ их оклады по сту по петидесять четвертей. Прокофью Федорову сыну Аносову, Денису Андрееву сыну Полянскому, Ивану Прокофьеву сыну Гридину, Федору Микифорову сыну Силину, Матвею Петрову сыну Захарову, Федору да Филипу Мелентьевым детям Кудиновымъ, Михаиле Данилову сыну Еглевскому, Кирею Степанову сыну Малютину, Петру Макарову  Зиборову, Ивану Савостеянову сыну Шамардину, /л. 69 об./ Ивану Федорову сыну Малютину дано по дватцати четвертей в поли а в дву потомуж въ их оклады по сту четвертей. Авраму Тимофееву сыну Аксенову, Исаю Григорьеву сыну Гридину дано по петнадцати четвертей в поли и в дву потомуж въ их оклады по осми десяти четвертей. Недорослямъ Демки да Ефремки Андреевымъ детямъ Зорина да поместья отца их дватцать четвертей в поли а в дву потомуж. Недорослям же Ивашки Дронки   да Федки Авдреевымъ детямъ Петрова дано поместью отца их дватцать пять четвертей в поли а в дву потомуж. Недорослю же Иевки Клеменову сыну Аносову дано поместья отца его дватцать четвертей с поли а в дву потомуже. Земля добра, сена по обе стороны реки Псла и по Пселцу и по Гнилому колодезю и по дубровамъ три тысячи сто копенъ. А межа селу Зорину от усадовъ в верхъ рекою Псломъ до скородного верха, а от реки Псли налево скороднымъ врагомъ и в болшой черноскородной же. А переехавъ скородной лесъ на всполье стоит дубъ моложавъ, на немъ две грани старых. Налеве земля и леса и сенныя покосы села Зорина, а направе земля и леса и сенныя покосы деревни Шиповъ разных помещиковъ. А от того дуба налево чрезъ поле прямо на курган на столбъ дубовой, на нем две грани старых. А от того кургана и от столба до верьшины колодезя, а с оного гостемирца. А колодезем гостемирцом внизъ до речки до Пселца налеве земля и леса и сенныя покосы села Зорина, а направе земля и леса и сенныя покосы полковыхъ казаковъ. А речкою Пселцом вниз до реки [481] Псла налеве земля и леса и сенныя покосы села Зорина, а направе земля и леса и сенныя покосы деревни Горяиновой разных помещиковъ. А по другую сторону реки Псла межи селу Зорину. С нижнюю сторону от реки Псла чрезъ межья болото на кривую /л. 70/ березу, а от кривой березы прямо в степь на осиновой колокъ, а в колку на березе две грани старых. А от той березы прямо в степь налеве земля и леса и сенныя покосы деревни Горяиновой разных помещиковъ. А по другую сторону межа селу Зорину с вышнею сторону з деревнею Коптевою от скородного верха прямо чрезъ Пселъ на насыпной курганъ. А от того насыпного кургана прямо в степь направе земля и леса и сенныя покосы села Зорина, а налеве земля и леса и сенныя покосы деревни Коптевой, а Шипы тож, разных помещиков. А лесъ им сечь хоромной и дровяной в большомь скородномъ лесу и по речки по Псенке[лце] и по реке по Пъслу по обе стороны и за рекою за Псломъ в заполных лесках вообще с разными помещики. Да им же сена косить за рекою за Псломъ в заполных лесках противъ своих поместных земель. По реке по Пслу и по Пселцу рыбу ловить в своих межах и гранях. И оная выпись по склейкам подписана воеводою Бахтеяромъ Мякининымъ.
Лета 7164-го году февраля 29 дня по государеву цареву и великого князя Алексея Михаиловича всея великия и малыя и белыя России самодержца указу воевода Бахтеяръ Федоровичь Мекининъ даль выпись с книгъ писма своего и меры обоянцамъ детемъ боярскимъ Никите Зорину с товарищи четырем человекам на их поместную землю. Что прошлого 163-го году во обоянских книгах писма и меры воеводы Бахтеяра Федоровича Мекинина в Салотинском стану в поместье за ними Никитою с товарищи написано жеребей села Зорина усадища Никите Зорину на реке Пеле, [да] Евтифею Мелихову, да Симону Звягинцову, да Понкрату Буняеву усадищи на речке Пселце. Да к темь усадищамъ дано имъ пашни паханные /л. 70 об./ дикого поля из дубравы пашенные. И Никите Трафимову сыну Зорину, Евтифею Михайлову сыну Мелихову и Семену Казмину сыну Звягинцеву дано по двадцати по пяти четвертей в поли а в дву потомуж въ его окладъ во ста четвертей вобще села Зорина с помещики с Тимофеемъ Струковымъ с товарищи во одних межах и гранях. Земля добра, сена по обе стороны реки Псла по Гнилому колодезю и по дубровамъ и за рекою за Псломъ в запольных лесках противъ своих поместных земель четыреста копенъ. А межа селу Зорину: от усадовъ вверхъ рекою Пслом до скороднова верха, а от реки Псла налево скородным врагомъ в болшой в черноскородной лесъ, а переехавъ скороднои лесъ на всполье стоит дубъ моложавъ, на немъ две грани старых, налеве земля и леса и сенные покосы села Зорина, направе земля и леса и сенные покосы деревни Шиповы разных помещиковъ. И от того дуба налеве чрезъ поля прямо на курганъ на столбъ дубовой, на немъ две грани старых, а от того кургана и от столба до вершины колодезя малова гостемирца, а колодеземъ гостемирцемъ внизъ до речки Пселца налеве земля и леса и сенные покосы села Зорина, а направе земля и леса и сенные покосы полковых казаковъ. А речкою Пселцомъ внизъ до реки Пела налеве земля и леса и сенные покосы села Зорина, а направе земля и леса и сенные покосы деревни /л. 71/ Горяиновой разных помещиков. А по другую сторону реки Псла чрезъ лисье белого на кривую березу, а от кривой березы прямо в степь на осиновой колок, а в колку на березе две грани старых, а от [482] березы прямо в степь налеве земля и леса и сенные покосы села Зорина, а направе земля и леса и сенные покосы деревни Горяиновой разных помещиков. А по другую сторону межа селу Зорину с вышнею сторону з деревнею Коптевой: а от скородного леса верх прямо чрез Псель на насыпной курган, а от того насыпного кургана прямо в степь направе земля и леса и сенные покосы села Зорина, а налеве земля и леса и сенные покосы деревни Коптевой, Шипы тож, разных помещиков. А лесъ имъ сечь хоромной и дровяной в болшомъ скородном лесу и по речки по Псинки и по реке Пслу по обе стороны и за рекою за Пслом в заполных лесках вообще с разными помещики и на устьи речки Пселца по обе стороны. И рыбу ловить по реке по Пслу и по Пселцу в своих межах и в гранях вообще с помещики села Зорина. Подлинная выпись подписана по склейкамъ воеводою Бахтеяром Мякининым.
Лета 7164-го году марта въ 13 день по государеву и цареву и великого князя Алексея Михаиловича всея великия и малыя и белыя /л. 71 об./ России самодержца указу воевода Бахтеяръ Федоровичь Мякининъ даль выпись с книгь писма своего и меры обоянцамъ детемъ боярским Ждану Сысоеву с товарищи шести человекам на помесную землю. Что прошлого 163-го году во обоянских книгах писма и меры воеводы Бахтеяра Федоровича Мякинина в Рудавском стану в поместье за ними Жданом с товарищи написано жеребей села Зорина усадища на реке на Псле и на усадищах дворы их помещиковы, да к тем усадищам дано им пашня паханные и дикого поля из дубровы пашенные. Ждану Терентьеву сыну Сысоеву дано тридцать четвертей в поли а в дву потомуж в ево оклад в двесте пятдесят четвертей. Петру Васильеву сыну Зайцеву, Леону Михайлову сыну Струкову дано по дватцати по пяти четвертей в поли и в дву потомуж въ их оклады по сту по пятидесяти четвертей. Исаю Федорову сыну Саловьеву, Ермолу Никифорову сыну Калугину, Алексею Сидарову сыну Кобызеву дано по дватцати четвертей в поли и в дву потомуж въ их оклады по сту четвертей во одних межах и гранях села Зорина с помещики. Земля добра, сено по обе стороны реки Псла и по Гнилому колодезю и по дубровамъ шестьсот копенъ. И межа селу Зорину: от усадовъ вверхъ рекою Псломъ до скороднова верха, от реки Псла налеве скороднымъ верхомъ в болшои черноскородной лесъ, а переехавъ скородной лесъ на всполье стоить дубь маложавъ, на немъ две грани старых, налеве земля и леса и сенные покосы села Зорина, а направе земля и леса и сенные покосы Шиловы  разных помещиков. А от того дуба налево черезъ поля прямо на курган на столбъ дубовой, на немъ две грани старых, а от того кургана и от столба до вершины малого гостемирца колодезя, а колодеземъ гостемирцом внизъ до реки до Пселца налеве земли и леса /л. 72/ и сенные покосы села Зорина, а направе земли и леса и сенные покосы полковах козаковъ, а речкою Пселцом и внизъ до реки Псла налево земли и леса и сенные покосы села Зорина, а направе земли и леса и сенные покосы деревни  Горяиновой разных помещиков. А на другую сторону реки Псла межа селу Зорину: с нижнею сторону от реки Псла черезъ лисья болото на кривую березу, а от кривой березы прямо в степь на осиновой колок, а от колку на березе две грани старых, а от тое березы прямо в степь налеве земля и леса и сенные покосы села Зорина, а направе земли и леса и сенные покосы деревни Горяиновой разных помещиков. А по другую сторону межа селу Зорину: с вышнею сторону з деревнею Коптевой, а от скородного верха [483] прямо чрезъ Пселъ на насыпной курган, а от того насыпного кургана прямо в степь направе земля и леса и сенные покосы села Зорина, а направе земля и леса и сенные покосы деревни Коптевой, Щипы тож, разных помещиковъ. А лесъ имъ сечь хоромной и дровяной в болшомъ скородномъ лесу и по речке по Псинке и по реке по Пслу по обе стороны, а за рекою за Псломъ в запалных (так-! В. З.) лесках. И сено косить в заполных (так-! — В. З.) лесках за рекою за Псломъ противъ своих поместных земель. И рыбу ловить по реке по Пслу и по Псинцу в своих межах и в гранях вообще с разными помещиками».
Государственный архив Курской области. Ф. 59. On. 1. Д. 4762

## Население
В начале XIX в. село Зорино было полностью однодворческим. Судя по документу 1815 г. (Ф. 217. Д. 3044. Исповедальная книга Николаевской церкви села Зорина Обоянского уезда)  в нем проживало 596 мужчин и 606 женщин (584 однодворца и 585 однодворок, 4 лица из духовенства, 6 из солдат и 2 приказных). Круг фамилий однодворцев села Зорина в XIX в. по сравнению с XVII в. значительно расширился. Кроме представителей фамилий первопоселенцев в нем проживали: Белогуровы, Караченцевы, Руцкие, Губогрызовы, Резановы, Чеплыгины, Ливенцевы, Поветкины, Голозубовы, Гутеневы, Кабдины, Шатохины, Чертенковы, Курские, Ламоновы. 
| 2002 | 2010  |
| ---- | ----- |
| 1333 | ↘1222 |